# Cerkiew Świętych Apostołów Piotra i Pawła w Różanie
Cerkiew pod wezwaniem Świętych Apostołów Piotra i Pawła – prawosławna cerkiew parafialna w Różanie. Należy do dekanatu prużańskiego eparchii brzeskiej i kobryńskiej Egzarchatu Białoruskiego Patriarchatu Moskiewskiego. 
Świątynia znajduje się przy ulicy 17 Września.
Cerkiew została ufundowana przez Krystynę z Sapiehów Massalską; wzniesiona w latach 1762–1779 według projektu Jana Samuela Beckera. Początkowo świątynia unicka, po synodzie połockim (1839) – prawosławna.
Budowla murowana, w stylu barokowym, z nawą na planie prostokąta, dwiema bocznymi zakrystiami i zamkniętym półkoliście prezbiterium. Fasada z ryzalitem zwieńczonym trójkątnym frontonem, dodatkowo zdobiona niszami, pilastrami, gzymsami oraz dwiema bocznymi kopułkami. Górną część fasady stanowi wysoka, czworoboczna, dwukondygnacyjna wieża-dzwonnica, zwieńczona niewielką kopułą. Nad prezbiterium znajduje się największa kopuła, osadzona na ośmiobocznym bębnie. Boczne ściany ozdobione gzymsami, pilastrami oraz obramowaniami okien. Na wewnętrznych ścianach XVIII-wieczne polichromie, odnowione na początku XX w.
Obok cerkwi znajduje się budynek dawnego klasztoru bazylianów (wzniesiony w stylu barokowym w latach 1784–1788); obecnie mieści się w nim poliklinika.

## Galeria

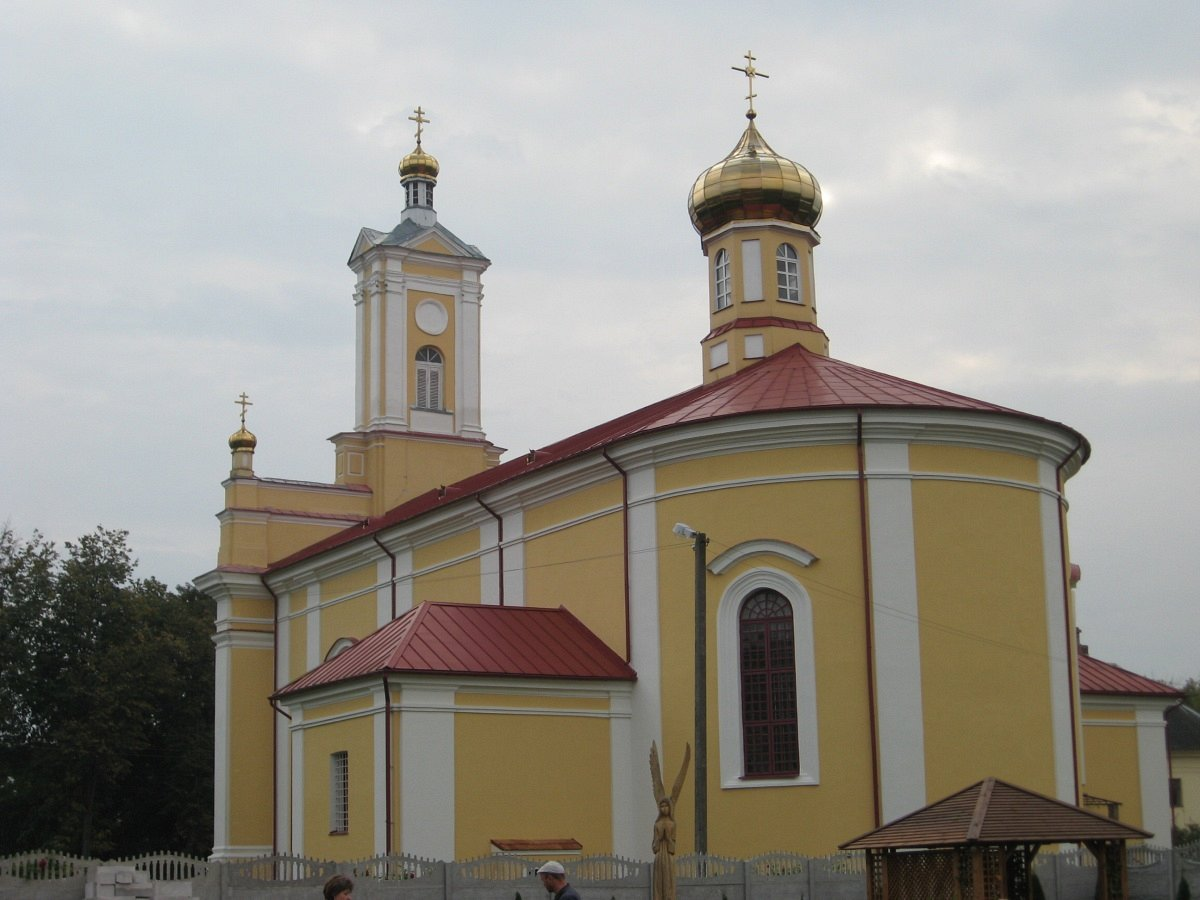
Od strony apsydy (2014)
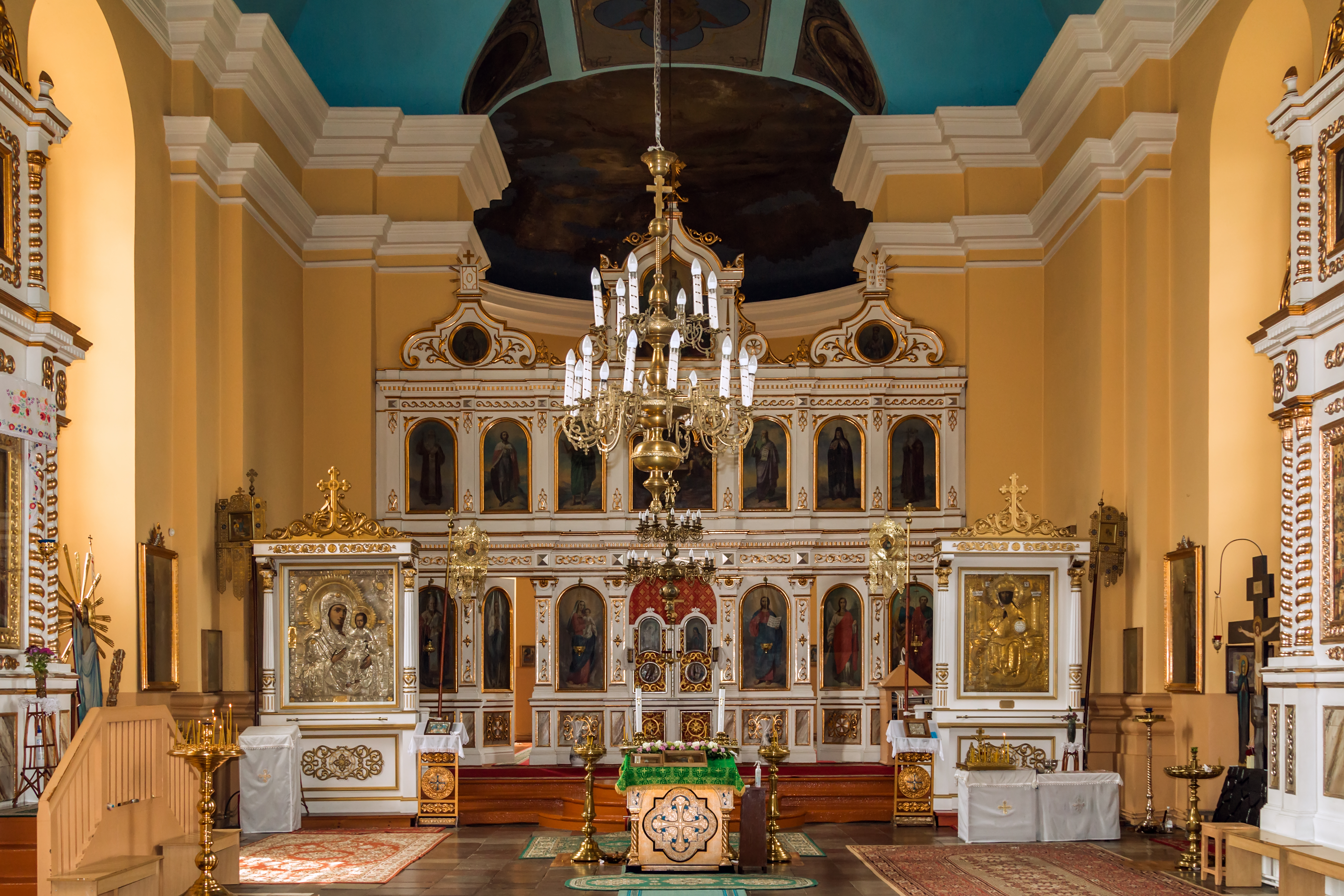
Wnętrze (2023)